# Dicotylédone
Dicotyledonae, Dicotyledoneae, Magnoliopsida, Magnoliidae
Classe
Synonymes
- Dicotyledonae
- Dicotyledoneae

Classification APG III (2009)
Les Dicotylédones sont les plantes dont la plantule issue de la germination d'une graine présente, dès avant sa sortie en plein air, deux feuilles appelées cotylédons ou parfois improprement préfeuilles ou éophylles.
Plus en détail, les Dicotylédones (Dicotyledonae ou Dicotyledoneae) sont un taxon de plantes à fleurs (Angiospermes) dans les classifications évolutionnistes. Contrairement aux Monocotylédones, les Dicotylédones sont un groupe paraphylétique puisqu'il ne contient pas tous les descendants de son dernier ancêtre commun. Il est ainsi rejeté par les cladistes, qui n'utilisent donc pas ce terme, ou bien seulement de manière descriptive pour signifier « à deux cotylédons ».
Les Dicotylédones sont très présentes dans la plupart des écosystèmes terrestres, avec 200 000 espèces sur Terre. Un cotylédon ressemble à une feuille mais n'en est pas une au sens embryologique du terme (elle ne provient pas d'un bourgeon, mais directement de la graine) : c'est une structure de réserve qui initie également la photosynthèse dans les premiers jours de la plante. Elle finit par disparaître lorsque les feuilles ont pris le relais.

## Caractéristiques botaniques

Structure schématique d'une graine de haricot.

En général, les Dicotylédones présentent une plantule à deux cotylédons, ce qui les différencie des Monocotylédones (comme les herbes et graminées) qui, en général, n'en présentent qu'un seul. Les feuilles ont des nervures ramifiées, et les stomates sont généralement orientés aléatoirement sur la partie inférieure du limbe. Les fleurs partagent avec l'implantation des feuilles une symétrie d'ordre 4 ou 5. La fleur typique présente quatre verticilles (sépales, pétales, étamines et carpelles). Dans la plupart des espèces, la racine est de type pivotante.
C'est chez les Dicotylédones que l'on observe, au niveau des tiges, la présence de cambium permettant la formation de bois secondaire vers l'intérieur et de liber vers l'extérieur.
Chez la majorité des Dicotylédones, le bois est hétéroxylé, c'est-à-dire qu'il comporte des vaisseaux, des fibres, et éventuellement, des trachéides.

## Apparition et histoire évolutive
L'âge d'apparition des Dicotylédones n'est pas connu, celui des Angiospermes dont il dérive directement, vieux d'au moins 240 millions d'années, n'étant lui-même pas connu. Ces Dicotylédones archaïques (dites basales) auraient été caractérisées initialement par une simple aperture sur les grains de pollen (zones de faiblesse permettant le passage du tube pollinique), avant qu'une évolution n'engendre des dicotylédones à trois apertures, dites « Dicotylédones vraies », ou « Eudicotylédones ».

## Classification
Les Dicotylédones sont connues sous les noms scientifiques : Dicotyledonae, Dicotyledoneae, Magnoliopsida, Magnoliidae, etc., selon la classification adoptée.

### Classifications évolutionnistes
Dans la classification classique de Cronquist (1981) les dicotylédones forment la classe des Magnoliopsida, divisée en six sous-classes :
- classe des Magnoliopsida :
  - sous-classe des Asteridae (voir Astéridées en classification phylogénétique APGII et APGIII),
  - sous-classe des Caryophyllidae (voir l'ordre des Caryophyllales en APGII et APGIII),
  - sous-classe des Dilleniidae (non reconnue en APGII ni APGIII),
  - sous-classe des Hamamelidae, appelée aussi Hamamelididae (non reconnue en APGII ni APGIII),
  - sous-classe des Magnoliidae : les plantes de ce groupe ne sont pas des Eudicotylédones, ou Dicotylédones vraies,
  - sous-classe des Rosidae (voir Rosidées en classification phylogénétique APGII et APGIII).

Dans la classification de Takhtajan (2009) les dicotylédones forment également une classe du même nom, mais elle est divisée en huit sous-classes :
- classe des Magnoliopsida :
  - sous-classe I Magnoliidae ;
  - sous-classe II Ranunculidae ;
  - sous-classe III Hamamelididae ;
  - sous-classe IV Caryophyllidae ;
  - sous-classe V Dilleniidae ;
  - sous-classe VI Rosidae ;
  - sous-classe VII Asteridae ;
  - sous-classe VIII Lamiidae.

Dans les classifications de Dahlgren (1980) et de Thorne (1992), les Angiospermes sont la classe des Magnoliopsida divisée en deux sous-classes, les Liliidae (monocotylédones) et les Magnoliidae (dicotylédones).

### Classifications cladistes

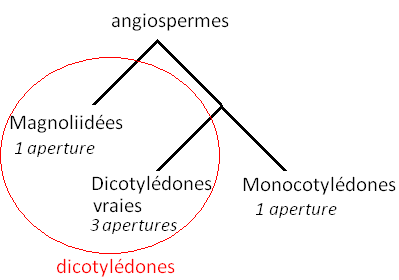
Schéma de la divergence des angiospermes en dicotylédones, dicotylédones vraies et monocotylédones.

Selon la classification phylogénétique APG II (2003) et classification phylogénétique APG III (2009), les dicotylédones sont paraphylétiques, c'est-à-dire que ce groupe contient bien son dernier ancêtre commun mais pas la totalité de ses descendants. En effet :
- l'ancêtre le plus récent commun à toutes les dicotylédones est aussi ancêtre des monocotylédones. Ils forment ensemble le clade des angiospermes, caractérisé historiquement par la présente d'une seule aperture sur les grains de pollen (zones de faiblesse permettant le passage du tube pollinique), qui constitue un caractère ancestral partagé (ou plésiomorphie) ;
- dans ce groupe, s'individualisent primitivement certaines dicotylédones (notamment les Magnoliidées), conservant une seule aperture.

Le caractère « deux cotylédons » n'est donc en revanche pas un caractère dérivé propre partagé (synapomorphie), condition pour que le groupe soit un clade, seul groupe reconnu dans la classification phylogénétique.
- Le reste des dicotylédones et les monocotylédones ont un ancêtre commun exclusif plus récent :
  - les monocotylédones conservent un grain de pollen à une seule aperture, mais divergent par la synapomorphie « un seul cotylédon » ;
  - les dicotylédones individualisées plus tardivement ont au contraire désormais des grains de pollen à trois apertures (synapomorphie). Elles constituent alors un clade nommé Dicotylédones vraies, ou Eudicotylédones, qui exclut les dicotylédones individualisées primitivement.

Les groupes des Rosidae et des Asteridae sont ainsi des sous-groupes de Dicotylédones vraies d'apparition récente, présentant des structures florales parfois complexes comme le capitule des Astéracées.

### Dicotyledonae
- (en) BioLib : Dicotyledonae (consulté le 8 juillet 2022)
- (en) Paleobiology Database : Dicotyledonae (consulté le 8 juillet 2022)
- (en) Taxonomicon : Dicotyledonae (consulté le 8 juillet 2022)
- (en) Tropicos : Dicotyledonae   (+ liste sous-taxons) (consulté le 8 juillet 2022)

### Dicotyledoneae
- (fr + en) ITIS : Dicotyledoneae (consulté le 8 juillet 2022)
- (en) NCBI : Dicotyledoneae (taxons inclus) (consulté le 8 juillet 2022)
- (en) Paleobiology Database : Dicotyledoneae (consulté le 8 juillet 2022)
- (en) Taxonomicon : Dicotyledoneae (consulté le 8 juillet 2022)

### Magnoliopsida
- (en) BioLib : Magnoliopsida Brongn. (consulté le 8 juillet 2022)
- (en) Catalogue of Life : Magnoliopsida (consulté le 8 juillet 2022)
- (fr + en) GBIF : Magnoliopsida (consulté le 8 juillet 2022)
- (en) IFPNI : Magnoliopsida Brongn. Énum. Pl. Mus. Paris xxvi, 95. 5-12 Aug 1843  (consulté le 8 juillet 2022)
- (en) IRMNG : Magnoliopsida (consulté le 8 juillet 2022)
- (fr + en) ITIS : Magnoliopsida (consulté le 8 juillet 2022)
- (en) NCBI : Magnoliopsida (taxons inclus) (consulté le 8 juillet 2022)
- (en) Paleobiology Database : Magnoliopsida Cronquist et al. 1996 (consulté le 8 juillet 2022)
- (en) Taxonomicon : Magnoliopsida Brongn. (1843) (consulté le 8 juillet 2022)
- (en) Tropicos : Magnoliopsida Brongn.  (+ liste sous-taxons) (consulté le 8 juillet 2022)
- (en) WoRMS : Magnoliopsida (+ liste espèces) (consulté le 8 juillet 2022)